# 114-86
114-86 или просто 86 — общесоюзная типовая серия многоквартирных кирпичных жилых домов в СССР. Серия была разработана ЦНИИЭП Жилища в 1971 году. Дома серии 86 возводятся с 1975 года по настоящее время. Дома данной серии относятся к брежневкам позднего периода («улучшенные» или «новая планировка»).

## Описание

### Конструкция
Дома многосекционного типа, спроектированные по блок-секционному принципу. В составе серии запроектированы как готовые дома, так и блок-секции — рядовые, угловые, поворотные блок-вставки. В состав серии 86 входит большое количество блок-секций с разными наборами квартир, позволяющими спроектировать дом под потребности будущих жильцов. Блок-секционный принцип позволяет «собирать» из секций дома различной формы — прямые, угловые, изогнутые. Возможна блокировка пятиэтажных домов с девятиэтажными, а также с домами серии 85.
Блок-секции обозначаются индексами 86-0хх, готовые проекты домов — индексами 114-86-хх.
Этажность домов 5 или 9 (10) этажей.
Материал стен — кирпич, чаще всего белый силикатный. Существуют дома, построенные из красного кирпича, а также облицованные красным или цветным кирпичом. Для декора может применяться сочетание красного и белого кирпича. Несущие стены — продольные наружные и внутренняя. Перекрытия — многопустотные железобетонные плиты толщиной 220 мм.
Крыша плоская с битумным покрытием, водостоки внутренние. Высота потолков 2,5 м. Первый этаж, как правило, жилой. На всех этажах имеются балконы или лоджии.

### Коммуникации
Отопление — центральное водяное. Холодное водоснабжение, горячее водоснабжение и канализация — централизованные. Квартиры оборудованы газовой кухонной плитой.
В 9-этажных модификациях предусмотрен 1 пассажирский лифт и мусоропровод.

### Квартиры
В домах присутствуют одно-, двух-, трёх-, четырёхкомнатные квартиры. Запроектированы и секции с пятикомнатными квартирами, объединёнными из двух соседних.
Все комнаты в многокомнатных квартирах изолированные. Санузлы раздельные, с поперечно ориентированной ванной и местом для стиральной машины.

### Преимущества и недостатки
Преимущества:
1. Высокая тепло- и звукоизоляция благодаря стенам из кирпича, перекрытиям из многопустотных плит, толстым кирпичным стенам между квартирами
2. Изолированные комнаты
3. Кухни площадью от 7,5 до 9 м2. Площадь кухонь одинакова во всех квартирах секции, независимо от количества комнат
4. В большинстве квартир гостиная расположена рядом с кухней и не отделена от неё несущей стеной, что позволяет сделать проем между помещениями
5. Раздельный санузел с местом для установки стиральной машины
6. Балконы или лоджии во всех квартирах. В девятиэтажных домах квартиры оборудованы широкими лоджиями
7. Большое количество многокомнатных квартир. В некоторых домах имеются нестандартные пятикомнатные квартиры
8. Трёх- и четырёхкомнатные квартиры выходят на две стороны света
9. Проектный срок эксплуатации домов серии 86 намного превышает срок эксплуатации панельных домов и составляет 150 лет

Недостатки:
1. Небольшая общая площадь квартир
2. Маленькие гостиные. В некоторых секциях площадь гостиной в двухкомнатной квартире менее 15 м2.
3. Низкие потолки